# Інвертаза
Інвертаза, також сахараза (β-D-фруктофуранозид-фруктогідраза, К.Ф.3.2.1.26) — фермент вуглецевого обміну класу гідролаз і групи глюкогідраз, що каталізують гідроліз ди-, три-, та моноцукрів (сахарозу, рафінозу, генціанозу і стахіозу) по глюкозидних зв'язках в їхніх молекулах.  Найактивніше гідролізує сахарозу з утворенням відновлюваних цукрів — глюкози і фруктози. Інвертаза є одним з ключових ферментів вуглеводного обміну в рослині, а за активністю її можна прогнозувати перерозподіл в органах рослин транспортних і метаболічних форм цукрів.
Для промислового використання, інвертазу зазвичай отримують з дріжджів. Вона також синтезується бджолами, які використовують її, щоб зробити мед з нектару (інвертаза також міститься в меді). Оптимальна температура, при якій швидкість реакції є максимальною становить є 60° C, а оптимальний рН — 4,5.
За показниками активності дегідрогенази, інвертази, поліфенолоксидази визначають ферментативну активність ґрунту. Активність ферменту інвертази вказує на інтенсивність процесів утилізації вуглеводів (які надходять до ґрунту, головним чином, у складі рослинних решток) ґрунтовою мікрофлорою, рівень природної родючості, та окультурювальний вплив різних агрозаходів. Активність цього ферменту перебуває у тісному зв'язку із вмістом органічної речовини в ґрунті.

## Застосування
Інвертаза знаходить своє застосування в харчовій промисловості. Додавання цього ферменту сприяє запобіганню кристалізації цукрів в таких продуктах харчування як помадні начинки цукерок, марципани і мармелад.  При роботі з високими концентраціями цукру інвертаза уповільнює або навіть запобігає процес бродіння. Крім того, її додавання підсилює смакові якості пряників, а також допомагає продовжувати терміни зберігання готових кондитерських виробів.
У складі солодких газованих напоїв Інвертаза виступає в якості підсилювача смаку, а також наділяє продукт необхідною прозорістю.
Ферментний препарат може застосовуватися в ролі біологічного каталізатора при отриманні інвертованого сиропу, виробництві етанолу з сахарози, а також фруктози і сиропів.
Інвертаза не має шкідливого впливу на внутрішні органи людини і організм в цілому. У зв'язку з цим вона допускається до застосування при промисловому виготовленні продуктів харчування.
Зареєстрована як харчова добавка E1103.

## Виробники в Україні
Лідером у виробництві ферментів сьогодні виступає Китай. Але розробниками технології виробництва ферментних є науково-дослідні інститути Європи та колишнього СРСР. В Україні потужним виробником ферментних препаратів є Ладижинський завод біо- та ферментних препаратів "Ензим".